# Ana Gallego Torres

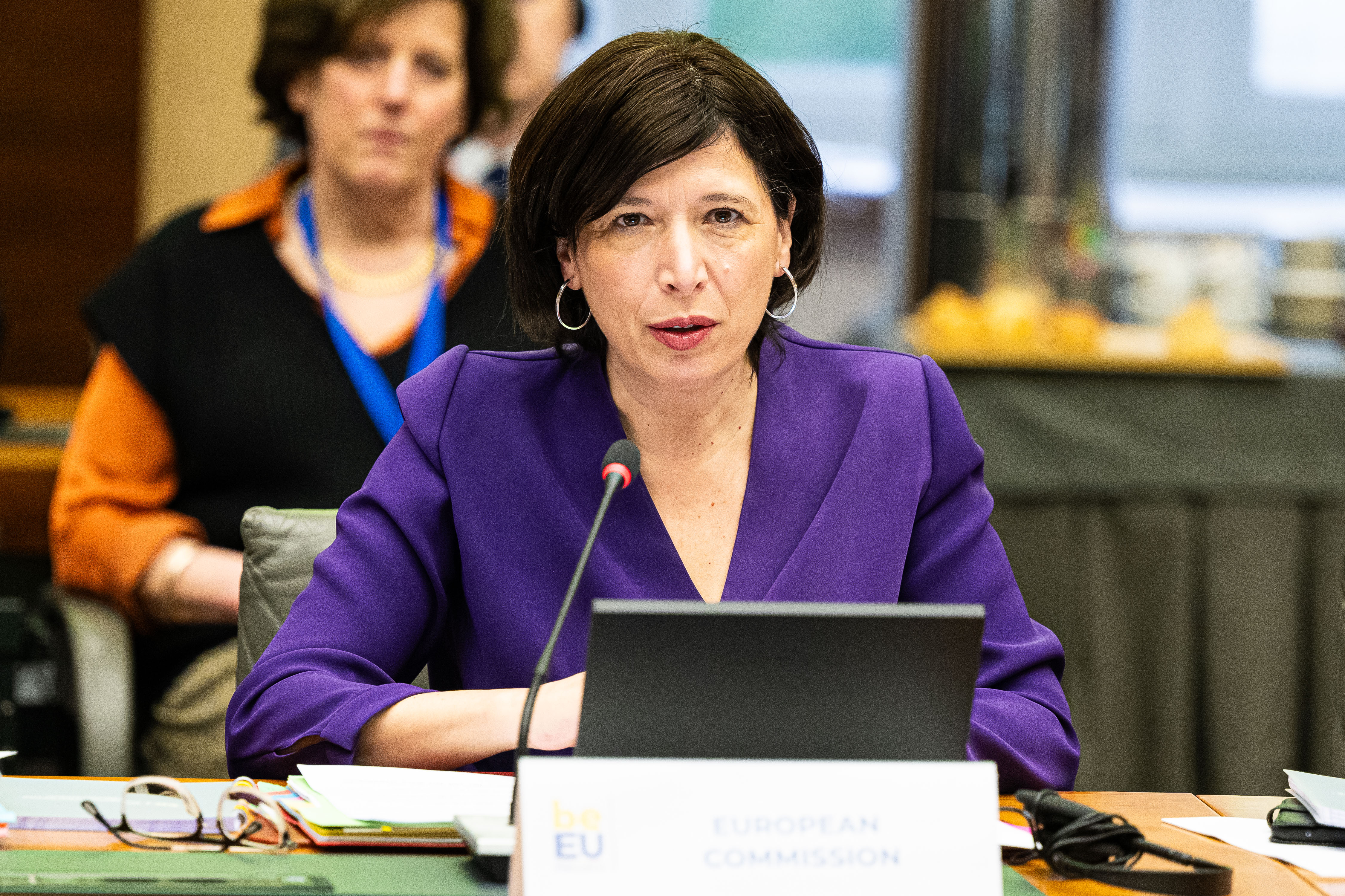
Ana Gallego Torres (2024)

Ana Gallego Torres (* 1974) ist eine spanische hohe Beamtin der Europäischen Union (EU). Seit November 2021 leitet sie als Generaldirektorin die Generaldirektion Justiz und Verbraucher (DG JUST).

## Leben
Ana Gallego Torres studierte von 1992 bis 1998 an der Universität Granada Rechtswissenschaften mit Abschluss und belegte zusätzlich Kurse im Bereich Übersetzen und Dolmetschen.
Sie war im spanischen Justizministerium von 2002 bis 2004 als Gruppenleiterin und anschließend bis als 2010 stellvertretende Direktorin für Internationale Rechtszusammenarbeit tätig. In den Jahren 2011 und 2012 war sie Rechtsberaterin an der spanischen Ständigen Vertretung bei der EU.
Sie wechselte dann für die Jahre 2013 bis 2016 ins spanische Gesundheitsministerium mit Zuständigkeiten im Bereich geschlechterbezogene Gewalt. Anschließend leitete sie sie bis 2018 als Geschäftsführerin das Spanische Filmarchiv im Ministerium für Erziehung, Kultur und Sport. Danach wechselte sie als Generaldirektorin für Internationale Rechtszusammenarbeit und Menschenrechte zurück ins spanische Justizministerium.